# Frea bituberculipennis
Frea bituberculipennis är en skalbaggsart som beskrevs av Stefan von Breuning 1969. Frea bituberculipennis ingår i släktet Frea och familjen långhorningar. Inga underarter finns listade i Catalogue of Life.